# دان جاكوبس
دان جاكوبس (بالإنجليزية: Dan Jacobs)‏ هو عازف جاز أمريكي، ولد في 20 مايو 1942.

## وصلات خارجية
- الموقع الرسمي
- دان جاكوبس على موقع ميوزك برينز (الإنجليزية)